# Psathyropus minax
Psathyropus minax is een hooiwagen uit de familie Sclerosomatidae.